# 폴리데포르티보 에히도
폴리 에히도 2012 소시에다드 데포르티바(Poli Ejido 2012 Sociedad Deportiva)는 안달루시아 지방 알메리아 주 엘에히도를 연고로 하는 스페인의 축구팀이다. 이 팀은 1969년에 창단되었으며, 2012년에 해산되었다. 홈 구장은 7,870명을 수용할 수 있는 에스타디오 무니시팔 산토도밍고였다.
팀의 엷은 파란색 상의와 하얀색 바지를 입고 경기를 펼쳤으며 2000년대에 7시즌 동안 세군다 디비시온에서 활약하였다.

## 역사
Polideportivo Ejido는 1969년에 창단되었다. 1987년 처음으로 4부 리그에 도달한 후 구단은 4부 리그와 3부 리그 사이를 오갔다. 1999년부터 2001년까지 두 번의 연속 승격을 달성했다.
2008년 10월 29일, 새롭게 3부 리그로 강등된 폴리는 스페인 컵 4라운드에서 라리가 소속인 비야레알 CF를 상대로 무려 5-0이라는 스코어 차이로 승리를 거뒀다.
Polideportivo Ejido는 2011-12 시즌 중반에 2경기 연속 출전하지 못 하게 되면서 결국 스페인 3부 리그에서 제명되었다. 그리고 재정적 어려움 때문에 구단은 선수를 보유기가 더 이상 힘들어지자 결국 해체되었다.

## 역대 감독
| 감독                 | 임기        |
| -------------------- | ----------- |
| 안토니오 타피아      | 1997 ~ 2001 |
| 안토니오 타피아      | 2006 ~ 2007 |
| 주제프 마리아 노게스 | 2009 ~ 2010 |
| 훌리오 벨라스케스    | 2010 ~ 2011 |